# 229 (nombre)
Cet article concerne le nombre 229. Pour l'année, voir 229.
229 (deux cent vingt-neuf) est l'entier naturel qui suit 228 et qui précède 230.

## En mathématiques
Deux cent vingt-neuf est :
- un nombre premier jumeau avec 227.
- un nombre premier cousin avec 233.
- un nombre premier sexy avec 223.
- un nombre premier régulier.
- un nombre premier long.
- dans la base 10, le plus petit nombre premier ajouté à son renversé qui donne un autre nombre premier : 229 + 922 = 1151 voir suite A061783 de l'OEIS.
- Il existe 229 configurations projectives différentes de type (123123), dans lesquelles douze points et douze droites se rencontrent avec trois droites à travers chacun des trois points et trois points sur chacune des droites.

## Dans d'autres domaines
Deux cent vingt-neuf est aussi :
- Années historiques : -229, 229